# Homes de presa
 Homes de presa  (original: Tycoon) és una pel·lícula estatunidenca dirigida per Richard Wallace, estrenada el 1947 i doblada al català

## Argument
A l'Amèrica del Sud, en algun lloc dels Andes, l'enginyer Johnny Munroe treballa per a l'industrial Frederick Alexander, un home dur i inflexible, en l'obra d'una nova via fèrria, ajudat pels seus companys Pop, Fog, Joe i Curly. Quan Johnny coneix de Maura, la filla d'Alexander, se n'enamora. Poc després, els dos es casen, sense el consentiment del pare, que fa de tot per retardar els treballs i així desacreditar el seu gendre, amb la complicitat forçada del seu nebot, Ricky Vegas. A més, l'obertura delicada d'un túnel ocasiona accidents.

## Repartiment
- John Wayne: Johnny Munroe
- Laraine Day: Maura Alexander Munroe
- Sir Cedric Hardwicke: Frederick Alexander
- Judith Anderson: Miss Ellen Braithwaite
- James Gleason: Pop Matthews
- Anthony Quinn: Ricky Vegas
- Grant Withers: Fog Harris
- Paul Fix: Joe
- Fernando Alvarado: Chico
- Harry Woods: Holden
- Michael Harvey: Curly Messenger
- Charles Trowbridge: Señor Tobar
- Martin Garralaga: Chávez

I, entre els actors que no surten als crèdits:
- Trevor Bardette: Julio Ayora
- Argentina Brunetti: Señora Ayora

## Crítica
Drama d'acció amb embolic afegit. Producte de sèrie, avorrit i convencional.